# Stylidium fusilobium
Stylidium fusilobium este o specie de plante dicotiledonate din genul Stylidium, familia Stylidiaceae, ordinul Asterales, descrisă de Ferdinand von Mueller. Conform Catalogue of Life specia Stylidium fusilobium nu are subspecii cunoscute.